# Wurdi Youang

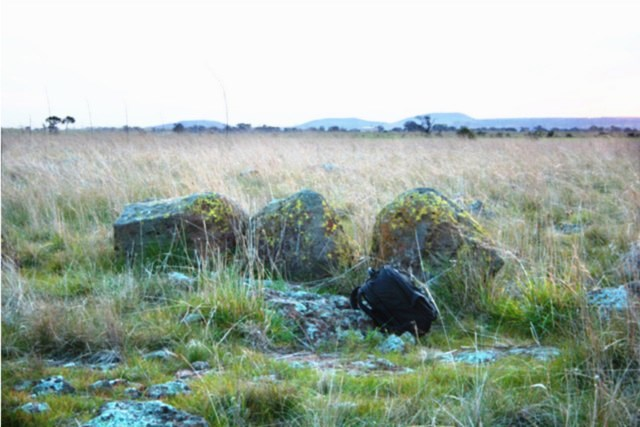
Een klein deel van de Wurdi Youang steencirkel

Wurdi Youang of Mount Rothwell Stone Arrangement is de naam die aan een steencirkel van de Aboriginals is gegeven, naast de Little River - Ripley Road bij Mount Rothwell, bij Little River, Victoria in Australië. 
De site kwam op 14 januari 2000 in het bezit van de Indigenous Land Corporation en werd op 17 augustus 2006 overgedragen aan de Wathaurong Aboriginal Co-operative.

## Beschrijving
De steencirkel heft een ei-vorm (ovoïde) met een diameter van ongeveer 50 meter, met de hoofdas gericht op oost-west. Het bestaat uit ongeveer 100 stenen van basalt, van kleine blokken (ca. 20 cm in diameter) tot staande stenen van ongeveer 1 meter hoog, met een totaal geschat gewicht van 23 ton. Er zijn aan de westzijde drie prominent aanwezige stenen die tot het middel reiken, die het hoogste punt van de cirkel aangeven. De plek kan een ceremoniële functie hebben gehad, net als andere soortgelijke structuren in Zuidoost-Australië.
Wurdi Youang  is een Wada-wurrung naam en betekent 'grote heuvel'. Dat is de originele naam van wat nu Station peak of Flinders Peak heet, de hoogste van de You Yangs.

## Astronomische hypothese
Een serie stenen in het westen markeren de posities van de ondergaande zon tijdens de equinoxen en solsticen. Daarbij geven de rechte zijden, die samenkomen in het meest oostelijke punt, de plek aan waar de zon ondergaat tijdens de solsticen en tijdens de equinoxen gaat de zon onder over de drie prominente stenen in het meest westelijke punt.
Volgens wetenschappers kan de structuur 11.000 jaar oud zijn, gebaseerd op koolstofdateringen in nabijgelegen sites, wat het het oudste astronomische observatorium ter wereld zou maken. De ouderdom van de steencirkel is evenwel onbekend.